# Aragarças (kommun)
Aragarças är en kommun i Brasilien.   Den ligger i delstaten Goiás, i den centrala delen av landet, 400 km väster om huvudstaden Brasília. Antalet invånare är 18 310.
Följande samhällen finns i Aragarças:
- Aragarças

Omgivningarna runt Aragarças är huvudsakligen savann. Runt Aragarças är det glesbefolkat, med 16 invånare per kvadratkilometer.